# Püchersreuth
Püchersreuth település Németországban, azon belül Bajorországban. Lakosainak száma 1716 fő (2023. december 31.).

## Népesség
A település népessége az elmúlt években az alábbi módon változott:
| Lakosok száma | 402  | 524  | 692  | 1400 | 1604 | 1609 | 1575 | 1592 | 1661 | 1716 |
|               | 1875 | 1950 | 1975 | 1987 | 2012 | 2014 | 2016 | 2017 | 2021 | 2023 |